# N'Deye N'Diaye
Pour les articles homonymes, voir N'Diaye.
Ne pas confondre avec la basketteuse sénégalaise Ndeye Fatou Ndiaye.
N'Deye N'Diaye est une joueuse franco-sénégalaise de basket-ball née le 5 février 1979 à Dakar (Sénégal).

## Palmarès
- Championnat d'Afrique de basket-ball féminin
  -  Médaille d'argent du Championnat d'Afrique 2005
  -  Médaille d'argent du Championnat d'Afrique 2007
  -  Médaille d'argent du Championnat d'Afrique 2011
  -  Médaille de bronze du Championnat d'Afrique 2013
- Jeux africains
  -  Médaille d'or aux Jeux africains de 2011